# Компаньони, Северино
Северино Компаньони (итал. Severino Compagnoni; 4 февраля 1917 года — 1 сентября 2006 год) итальянский лыжник, призёр чемпионата мира, четырёхкратный чемпион Италии. Брат известных лыжников Аристида и Оттавио Компаньони.
На Олимпийских играх 1948 года в Санкт-Морице был 22-м в гонке на 18 км и 6-м в эстафете.
На Олимпийских играх 1952 года в Осло занял 18-е место в гонке на 50 км.
На чемпионате мира 1939 года в Закопане завоевал бронзовую медаль в эстафетной гонке. Так же завоевал бронзу на чемпионате мира 1941 года, но результаты этого чемпионата были впоследствии аннулированы.